# Bonellia umbellata
Bonellia umbellata är en viveväxtart som först beskrevs av A.Dc., och fick sitt nu gällande namn av B. Ståhl, Källersjö. Bonellia umbellata ingår i släktet Bonellia och familjen viveväxter. Inga underarter finns listade i Catalogue of Life.